# خانه حاج عباس کریمی
خانه حاج عباس کریمی مربوط به اواسط دوره قاجار است و در شهرستان گرگان، بخش بهاران، دهستان استرآباد شمالی، روستای فیض آباد واقع شده و این اثر در تاریخ ۲۲ آبان ۱۳۸۶ با شمارهٔ ثبت ۲۰۰۴۰ به‌عنوان یکی از آثار ملی ایران به ثبت رسیده است.